# Abou Hamza (porte-parole)
Pour les articles homonymes, voir Abou Hamza.
Naji Abou Saïf (10 avril 1995 – 18 mars 2025), connu sous le nom de guerre d'Abou Hamza, est un militant palestinien, qui occupe le poste de porte-parole des brigades Al-Qods, l'aile militaire du Jihad islamique palestinien, de 2014 à 2025.

## Communication
Le 29 août 2014, Abou Hamza prononce sa première allocution en tant que nouveau porte-parole des brigades Al-Qods. 
Le 29 mars 2019, il déclare dans un discours télévisé que si Israël tue des civils participant aux marches pacifiques près de la barrière séparant Gaza des territoires palestiniens occupés en 1948 pour exiger le retour des réfugiés et la levée du blocus de Gaza, cela « lui apportera rien d'autre que la guerre ».
Le 11 mai 2021, il tweet : « Notre riposte face au ciblage de civils innocents et à l'assassinat de nos moudjahidine et des moudjahidine de la résistance sera sévère, et l'ennemi doit s'attendre à nous à tout moment », après quoi son compte Twitter @Hamzasaraya1 est suspendu. 
Le 7 octobre 2023, c'est lui qui officialise la participation des brigades Al-Qods à l'opération Déluge d'al-Aqsa : « Nous faisons partie de cette bataille, et nos combattants sont aux côtés de leurs frères du Hamas, épaule contre épaule, jusqu'à la victoire ».
Le 2 mars 2024, il critique le manque de soutien militaire des États arabes à la Palestine pendant la guerre à Gaza : « N'est-il pas temps pour vous de déplacer vos canons, à l'exemple des hommes libres du Yémen, d'Irak et du Liban ? N'est-il pas temps de suivre l'exemple des honorables et d'ôter le manteau de l'humiliation et de la servitude envers l'Amérique, le Grand Satan, afin que nous devenions, avec vous, une seule et même nation arabo-islamique, dont tous tiendront mille fois compte ? ». 
Le 18 mars 2025, Israël rompt un cessez-le-feu de deux mois en lançant une série de bombardements meurtriers sur la bande de Gaza. Abou Hamza est tué par l'une de ces frappes, qui touche la maison de sa famille dans le camp de réfugiés de Nousseirat,. Cinq de ses proches (parmi lesquels sa femme, son frère, sa belle-sœur et son neveu) sont également tués. Le Jihad islamique palestinien révèle son véritable nom dans un communiqué publié après son « martyre ». En l'apprenant, la photographe de son mariage, Khadija Hemaid, déclare : « Je n'avais aucune idée que je prenais en photo le porte-parole militaire des Brigades Al-Qods. Vers le paradis d'Allah, vous êtes vraiment des hommes d'exception ». 
Le 28 mars 2025, à l'occasion de la journée mondiale d'Al-Quds, les brigades Al-Qods diffuse le dernier discours d'Abou Hamza, supposément enregistré quelques heures avant qu'il ne soit tué.

## Vie privée
Abou Hamza épouse sa femme Shaimaa une semaine avant le déclenchement de l'opération Déluge d'al-Aqsa et de la guerre à Gaza. Elle est tuée à ses côtés lors du bombardement de leur maison par l'aviation israélienne, le 18 mars 2025, en violation du cessez-le-feu entré en vigueur deux mois plus tôt,.